# IC 4207
IC 4207 ist eine elliptische Galaxie mit aktivem Galaxienkern vom Hubble-Typ E3 im Sternbild Jagdhunde am Nordsternhimmel. Sie ist rund 943 Millionen Lichtjahre von der Milchstraße entfernt und hat einen Durchmesser von etwa 85.000 Lichtjahren.

Im selben Himmelsareal befinden sich u. a. die Galaxien NGC 5005 und IC 4182.
Das Objekt wurde am 21. März 1903 von Max Wolf entdeckt.